# David Koechner
David Michael Koechner (Tipton, 24 augustus 1962, uitspraak: kuch-ner) is een Amerikaans acteur en komiek.

## Carrière
Koechner startte zijn carrière bij Saturday Night Live waar hij enkele bekende acteurs persifleerde. Na slechts een seizoen bij SNL kwam hij in 1996 bij de Late Night with Conan O'Brien.
In 2004 speelde hij in de film Anchorman: The Legend of Ron Burgundy de rol van sportverslaggever Champ Kind.

## Filmografie (selectie)
- It's Now... or NEVER! (1995) als Jay
- Wag the Dog (1997) als regisseur
- Man on the Moon (1999) als verslaggever
- Austin Powers: The Spy Who Shagged Me (1999) als copiloot
- Whatever It Takes (2000) als Virgil Doolittle
- American Girl (2002) als man in reclame
- The Third Wheel (2002) als Carl
- My Boss's Daughter (2003) als Speed
- Anchorman: The Legend of Ron Burgundy (2004) als Champ Kind
- The Dukes of Hazzard (2005) als Cooter Davenport
- Yours, Mine and Ours (2005) als Darrell
- Here Comes Peter Cottontail: The Movie (2005) als Elroy/Wind
- Thank You for Smoking (2005) als Bobby Jay Bliss
- The 40 Year Old Virgin (2005) als vader
- Get Smart (2008) als Larabee
- Extract (film) (2009) als Nathan
- The Goods: Live Hard, Sell Hard (2009) als Brent Gage
- Final Destination 5 (2011) als Dennis
- Piranha 3DD (2012) als Chet
- Anchorman 2: The Legend Continues (2013) als Champ Kind
- A Haunted House (2014) als Dan Kearney
- CHiPs (2017) als Pat
- Gnome Alone (2018) als Zamfeer (stem)